# François-Yves Guillin
Pour les articles homonymes, voir Guillin.
François-Yves Guillin, né le 7 septembre 1921 à Orléans, et mort le 18 octobre 2020 à Sainte-Foy-lès-Lyon, est un résistant, médecin rhumatologue et historien de la Résistance.

## Biographie
François-Yves Guillin est au début de la Seconde Guerre mondiale élève du lycée Lalande de Bourg-en-Bresse où il fait dès juin 1940 de la propagande gaulliste. En septembre 1940, il rencontre le général Charles Delestraint, réfugié dans sa maison familiale de Bourg-en-Bresse et qui commence à développer des contacts clandestins avec ses camarades officiers. Il quitte le lycée en juin 1941 et commence ses études de médecine. En 1942, il devient agent de liaison de Delestraint dans la Résistance, sous le pseudonyme de Mercure, puis secrétaire du général lorsque ce dernier est nommé en août 1942 chef de l'Armée secrète par le général de Gaulle.
Après l'arrestation de Charles Delestraint par la Gestapo à Paris le 9 juin 1943, François-Yves Guillin est recherché sans succès à Lyon et à Bourg-en-Bresse et réussit à rejoindre le Maquis.
La guerre achevée, il reprend ses études et poursuit une carrière de médecin rhumatologue, tout en entretenant la mémoire du général Delestraint. À la fin de sa carrière, il entreprend un doctorat d'histoire. Sa thèse sur Delestraint est soutenue à Lyon en 1992 et publiée en 1995.

## Publications
- Le général Delestraint en 1943, Les Cahiers de l'IHTP, p. 37-43, juin 1994, Institut d'histoire du temps présent, Paris.
- Le général Delestraint : premier chef de l'Armée secrète, Paris, Plon, 1995, 400 p. (ISBN 2-259-00302-8 et 978-2-259-00302-5, BNF 35765817).
- Les Lieux secrets de la Résistance : Lyon, 1940-1944, avec Serge Curvat, Denise Domenach-Lallich, Chantal Duprat-Odet et al., Lejeune, 2003, 304 p.,  (ISBN 2-907608-41-X).
- Le colonel Joseph Gastaldo, une vie de soldat, 124 p., M&G, 2005  (ISBN 2-910267-86-5) (BNF 41001376).
- Parcours 40/44, sur le site de l'association « La Résistance au lycée Lalande », 2006 (consulté le 22 octobre 2019).

## Décorations
- Chevalier de la Légion d'honneur
- Croix de guerre 1939-1945
- Chevalier de l'ordre des Palmes académiques
- Croix du combattant.